# Szumátrai bülbül
A szumátrai bülbül (Ixos virescens) a verébalakúak (Passeriformes) rendjébe, ezen belül a bülbülfélék (Pycnonotidae) családjába tartozó faj.

## Rendszerezése
A fajt Coenraad Jacob Temminck holland ornitológus írta le 1825-ben.

## Alfajai
- Ixos virescens sumatranus (R. G. W. Ramsay, 1882) – nyugat-Szumátra;
- Ixos virescens virescens (Temminck, 1825) – Jáva.

## Előfordulása
Indonéziához tartozó Jáva és Szumátra szigetén honos. Természetes élőhelyei a szubtrópusi vagy trópusi síkvidéki és hegyi esőerdők, valamint másodlagos erdők. Állandó, nem vonuló faj.

## Megjelenése
Testhossza 20 centiméter.

## Életmódja
Gyümölcsökkel és rovarokkal táplálkozik.

## Szaporodása
Áprilistól májusig költ.

## Természetvédelmi helyzete
Az elterjedési területe nagy, egyedszáma pedig stabil. A Természetvédelmi Világszövetség Vörös listáján nem fenyegetett fajként szerepel.